# Požari v naravi v Čilu (2023)
Požari v naravi v Čilu leta 2023 so niz požarov v naravi v osrednjem in južnem delu Čila, med regijama Maule in La Araucanía v mesecu februarju 2023.

## Ozadje
Od 30. januarja 2023 je regija Ñuble zaradi visokih temperatur podaljšala preventivno zgodnje opozorilo pred nevarnostjo gozdnih požarov. Požari sovpadajo z dolgoletno sušo, ki traja že več kot 13 let, in z rekordnim vročinskim valom na jugu države ter s temperaturami, ki lahko v južnih območjih dosežejo do 40 stopinj.

## Odzivi

### Nacionalni
- Predsednik Gabriel Borić je razglasil nacionalno izredno stanje, saj je »Zaščita družin naša prednostna naloga. Pri boju proti gozdnim požarom, ki so v regijah Maule, Ñuble, Biobío in La Araucanía. Sodelujemo z lokalnimi in nacionalnimi oblastmi.«[2]
- Notranja ministrica Carolina Tohá je sporočila, da je vlada stanje v regiji Biobío razglasila za katastrofo in se tako pridružila sosednji regiji Ñuble, kar je omogočilo napotitev vojakov in dodatnih virov.[3]
- Tiskovna predstavnica vlade Camila Vallejo je zasebni svet pozvala k nadaljnjemu sodelovanju v katastrofalnih razmerah, ki so posledica požarov v regijah Ñuble, Bío Bío in La Araucanía.[4]

### Mednarodni
- Argentina: President Alberto Fernández, through a telephone call speaking with Gabriel Boric, expressed his support for fighting wild fires.[5]

- Ecuador: Through its Twitter account , the Ministry of Foreign Affairs and Human Mobility expressed its solidarity with the situation and, empathizing with the fatalities, offered its support in the face of the forest fires[6].

- Honduras: Honduraški zunanji minister Eduardo Enrique Reina je preko Twitterja izrazil njegovo sočutje s Čilom za njegove izgube in materialno škodo, ki so jo povzročili valovi gozdnih požarov.[7]

- Bolivija: Bolivijsko zunanje ministrstvo je izdalo okrožnico, v kateri je ovekovečilo smrt bolivijskega pilota Julia Antonia Palacia Gomeza in izrazilo solidarnost s čilsko vlado in Čilenci.[8]

- Španija: Predsednik španske vlade, Pedro Sanchez, je objavil, da bo v osrednje-južni Čile poslal kontigent za borbo proti gozdnim požarom.[9]

- Kolumbija: Predsednik Gustavo Petro je preko Twitterja napovedal odpošiljanje letala in kontigent strokovnjakov za preprečitev gozdnih požarov.[10]

- Evropska Unija: Evropska komisija je Čilu ponudila pomoč za boj proti gozdnim požarom.[11]

- Kuba: Minister za zunanje zadeve Bruno Rodríguez Parrilla je izrazil obžalovanje nad smrtnimi žrtvami in izrazil sožalje Čilencem in čilenski vladi.[12]

- Francija: Predsednik Emanuel Macron je nastalo situacijo obžaloval in izrazil podporo Čilencem in ljudem, ki se borijo proti požarom.[13]

## Mednarodna pomoč
- ARG: Poslala 40 gasilcev, 15 tovornjakov in helikopter.
- BRA: Zagotovila logistično pomoč.
- COL: Polslala letalo ter kontigent.
- ECU: Zagotovil logistično pomoč.
- ESP: Vlada je poslala gasilski A330 in 50 gasilcev.
- USA: Finančna pomoč v višini 50.000 ameriških dolarjev.
- MEX: Poslala dve vojaški letali s 300 prostovoljci
- PER: Poslal več helikopterjev.
- VEN: Poslala 60 gasilcev.

Vir: emol.com